# Cryptus kamtschaticus
Cryptus kamtschaticus là một loài tò vò trong họ Ichneumonidae.